# 😥
😥  is een teken uit de Unicode-karakterset dat een teleurgesteld maar opgelucht gezicht voorstelt. Deze emoji is in 2010 geïntroduceerd met de Unicode 6.0-standaard.

## Betekenis
Deze emoji stelt een gezicht voor met een zweetdruppel die van het voorhoofd loopt als gevolg van een stressvolle situatie. In de Nederlandse annotatie wordt ook wel het sleutelwoord oef genoemd om het gevoel aan te duiden dat deze emoji probeert weer te geven. De emoji moet niet verward worden met het huilend gezicht, 😢, met een traan op de wang in plaats van de zweetdruppel op het voorhoofd. In lage resoluties kan het moeilijk zijn het onderscheid te maken.

## Codering

### Unicode
In Unicode vindt men de 😥 onder de code U+1F625 (hex).

### HTML
In HTML kan men in hex de volgende code gebruiken: &#x1F625;
In decimaalnotatie werkt de volgende code: &#128549;

### Shortcode
In software die shortcode ondersteunt, kan het karakter worden opgeroepen met de code :disappointed_relieved:.

### Unicode annotatie
De Unicode annotatie voor toepassingen in het Nederlands (bijvoorbeeld een Nederlandstalig smartphone toetsenbord) is teleurgesteld maar opgelucht gezicht.